# Ferdinand Barták
Ferdinand Barták (8. října 1895 Zavadilka – 7. května 1942 Koncentrační tábor Mauthausen) byl český pedagog, odbojář popravený nacisty.

## Život
Ferdinand Barták se narodil 8. října 1885 v Zavadilce na Konicku. Stal se učitelem a k zajímavostem o jeho osobě patří, že byl prvním českým učitelem v Rýmařově. Vrcholem jeho kariéry byl post řídícího učitele na I. obecné škole chlapecké v Prostějově. Byl členem prostějovského Sokola. Po německé okupaci vstoupil do protinacistického odboje v organizaci Petiční výbor Věrni zůstaneme, byl významným členem tzv. Moravské pětky. Podílel se na zpravodajské činnosti a distribuci časopisu V boj, ke spolupráci získal řadu dalších odbojářů. Na popud Františka Krátkého se společně s dalšími pokoušel obnovit v regionu činnost Obrany národa postižené německými represemi. Za svou činnost byl 21. října 1941 zatčen gestapem, dne 20. ledna 1942 v Brně stanným soudem odsouzen k trestu smrti, převezen do koncentračního tábora Mauthausen a zde 7. května 1942 popraven.

## Posmrtná ocenění
- Ferdinandu Bartákovi byl in memoriam udělen Československý válečný kříž 1939
- Na budově bývalé školy v Rýmařově čp. 48 v blízkosti vlakového nádraží byla Ferdinandu Bartákovi odhalena pamětní deska